# جوفتنيفي
زهوفتنيفي (Жовтневе) هي مدينة في مقاطعة سومسكا في أوكرانيا.
يبلغ عدد سكانها حوالي 4110 نسمة.